# Liste der Nummer-eins-Hits in Irland (1967)
Diese Liste enthält alle Nummer-eins-Hits in Irland im Jahr 1967. Es gab in diesem Jahr 16 Nummer-eins-Singles.
| Singles |
| --- |
| - Tom Jones – Green Green Grass of Home - 7 Wochen (5. Dezember 1966 – 22. Januar 1967) - The Monkees – I’m a Believer - 4 Wochen (23. Januar – 19. Februar) - Joe Dolan – The House With The Whitewashed Gable - 1 Woche (20. Februar – 26. Februar) - Petula Clark – This Is My Song - 4 Wochen (27. Februar – 24. März) - Engelbert Humperdinck – Release Me (And Let Me Love Again) - 3 Wochen (25. März – 14. April) - Frank & Nancy Sinatra – Somethin’ Stupid - 1 Woche (15. April – 21. April) - Sandie Shaw – Puppet on a String - 3 Wochen (22. April – 12. Mai) - The Dubliners – Seven Drunken Nights - 1 Woche (13. Mai – 17. Mai) - Johnny McEvoy – Boston Burglar - 3 Wochen (18. Mai – 7. Juni, insgesamt 10 Wochen) - The Tremeloes – Silence Is Golden - 1 Woche (8. Juni – 14. Juni) - Johnny McEvoy – Boston Burglar - 1 Woche (15. Juni – 21. Juni, insgesamt 10 Wochen) - Procol Harum – A Whiter Shade of Pale - 4 Wochen (22. Juni – 19. Juli) - Johnny McEvoy – Boston Burglar - 2 Wochen (20. Juli – 2. August, insgesamt 10 Wochen) - The Beatles – All You Need Is Love - 2 Wochen (3. August – 16. August) - Johnny McEvoy – Boston Burglar - 4 Wochen (17. August – 13. September, insgesamt 10 Wochen) - Scott McKenzie – San Francisco (Be Sure to Wear Flowers in Your Hair) - 1 Woche (14. September – 20. September) - Engelbert Humperdinck – The Last Waltz - 5 Wochen (21. September – 27. Oktober) - Danny Doyle – Whiskey On A Sunday - 7 Wochen (28. Oktober – 15. Dezember) - Pat Lynch – Treat Me Daughter Kindly - 4 Wochen (16. Dezember 1967 – 10. Januar 1967) |

Siehe auch: Nummer-eins-Hits 1967 in  Australien, Belgien, Deutschland, Finnland, Frankreich, Italien, Neuseeland, den Niederlanden, Norwegen, Österreich, Spanien, den Vereinigten Staaten und im Vereinigten Königreich.